# Франк, Либориус фон
Либориус Риттер фон Франк (5 октября 1848 — 26 февраля 1935) — австро-венгерский военный деятель, генерал пехоты (1908).

## Биография
Франк родился в Хорватии, военное образование получил в 1869 году. Служил в егерском батальоне. Затем проходил службу на различных должностях в Генштабе. В 1910 году назначен инспектором армии, с началом Первой мировой войны назначен командующим 5-й австрийской армии на Балканском фронте. Армия Франка действовала против сербских войск на Дрине у Зворника. С началом первого наступления австро-венгерские войска под командованием Франка форсировали Дрину и завязали бои с подразделениями 2-й сербской армии. 16 августа армия Франка заняла Крупани, отбросив части 3-й армии сербов. Однако вскоре в результате ожесточённых боёв войска Франка были вынуждены отступить и вернуться за Дрину. Во время австрийского наступления в ноябре части 5-й армии атаковали 2-ю сербскую армию и взяли Белград. Однако в последующих боях и во время сербского контрнаступления армия Франка оказалась в тяжёлом положении и была вынуждена оставить Белград и всю занятую ранее территорию. 27 декабря 1914 года за неудачи и поражение в боях на Колубаре отправлен в отставку. Умер в 1935 году в Граце.